# Hurpesch
Hurpesch (Limburgs: Hurpesj) is een buurtschap ten zuiden van Mechelen in de gemeente Gulpen-Wittem in de Nederlandse provincie Limburg. De buurtschap ligt aan de Hurpescherweg die door een zijdal van de Geul loopt naar Helle. Ten zuidwesten van Hurpesch ligt buurtschap Broek en ten noordwesten Höfke.
De naam Hurpesch is al in de 14e eeuw bekend als Hortpes, Hortpesch of Hurtpece. De naam is waarschijnlijk afgeleid van de Franse samentrekking heurtebise (heurter: botsen; bise: gure noordenwind).
In de buurtschap lag vroeger Kasteel Hurpesch in de nabijheid waar de Klitserbeek uitmondt in het riviertje de Geul. Thans ligt daar op die plek de huidige vakwerkboerderij Hurpesch daterend uit de achttiende en negentiende eeuw, gelegen op de rechteroever (oostoever) van de Geul.

## Vakwerkgebouwen in Hurpesch
In Hurpesch staan verschillende vakwerkboerderijen en -huizen die tevens rijksmonument zijn.

De vakwerkgebouwen van Hurpesch
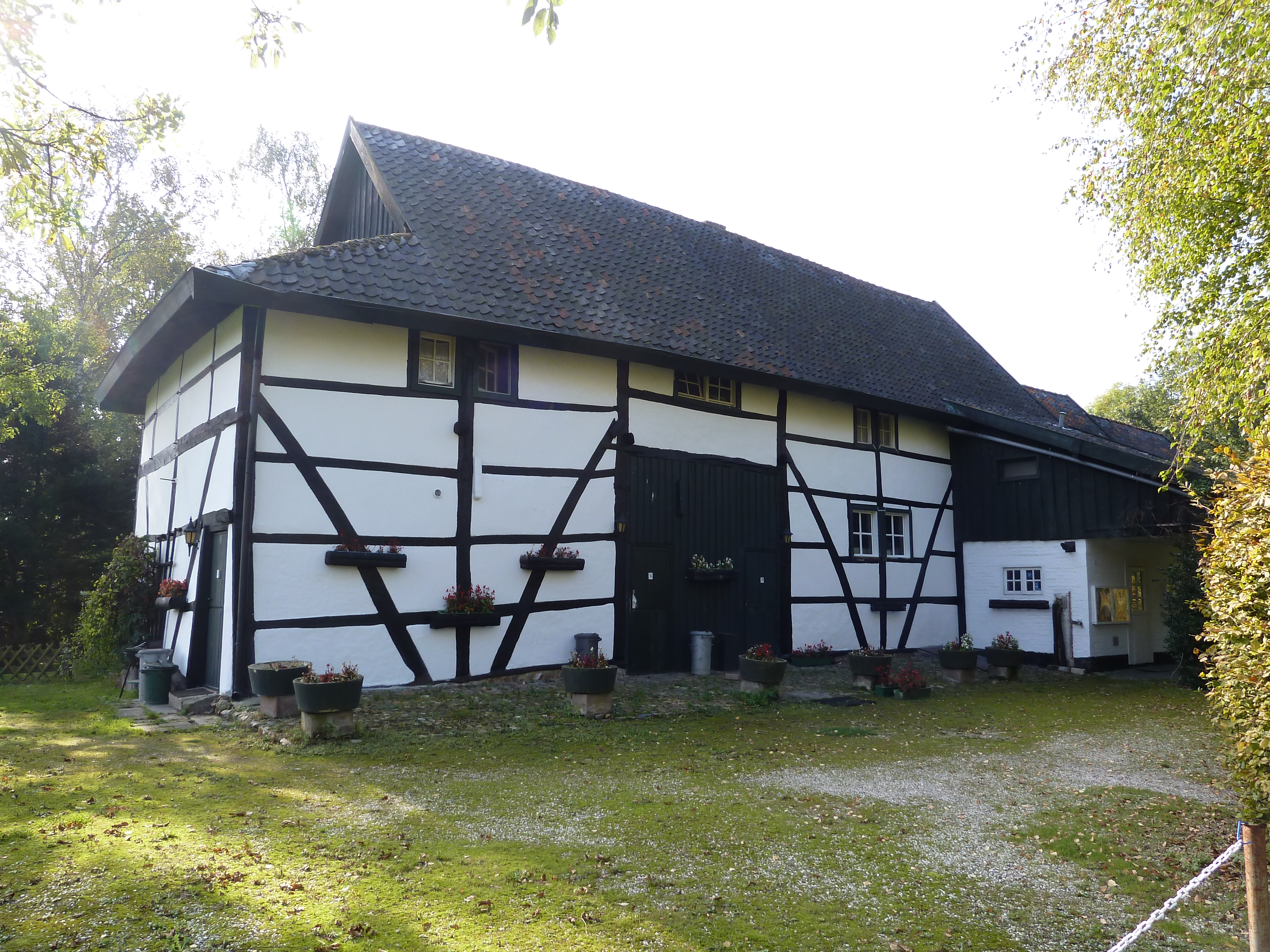
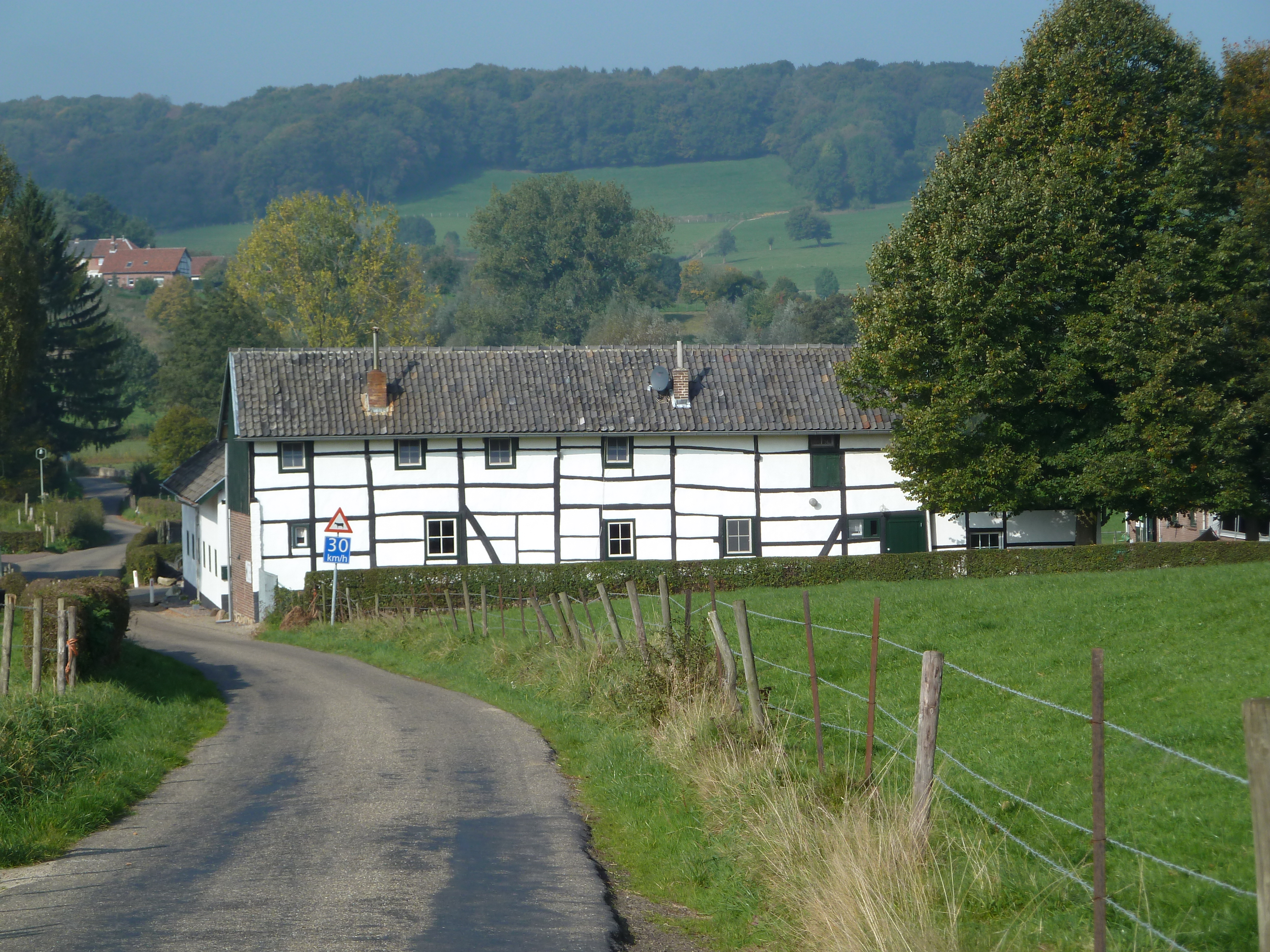
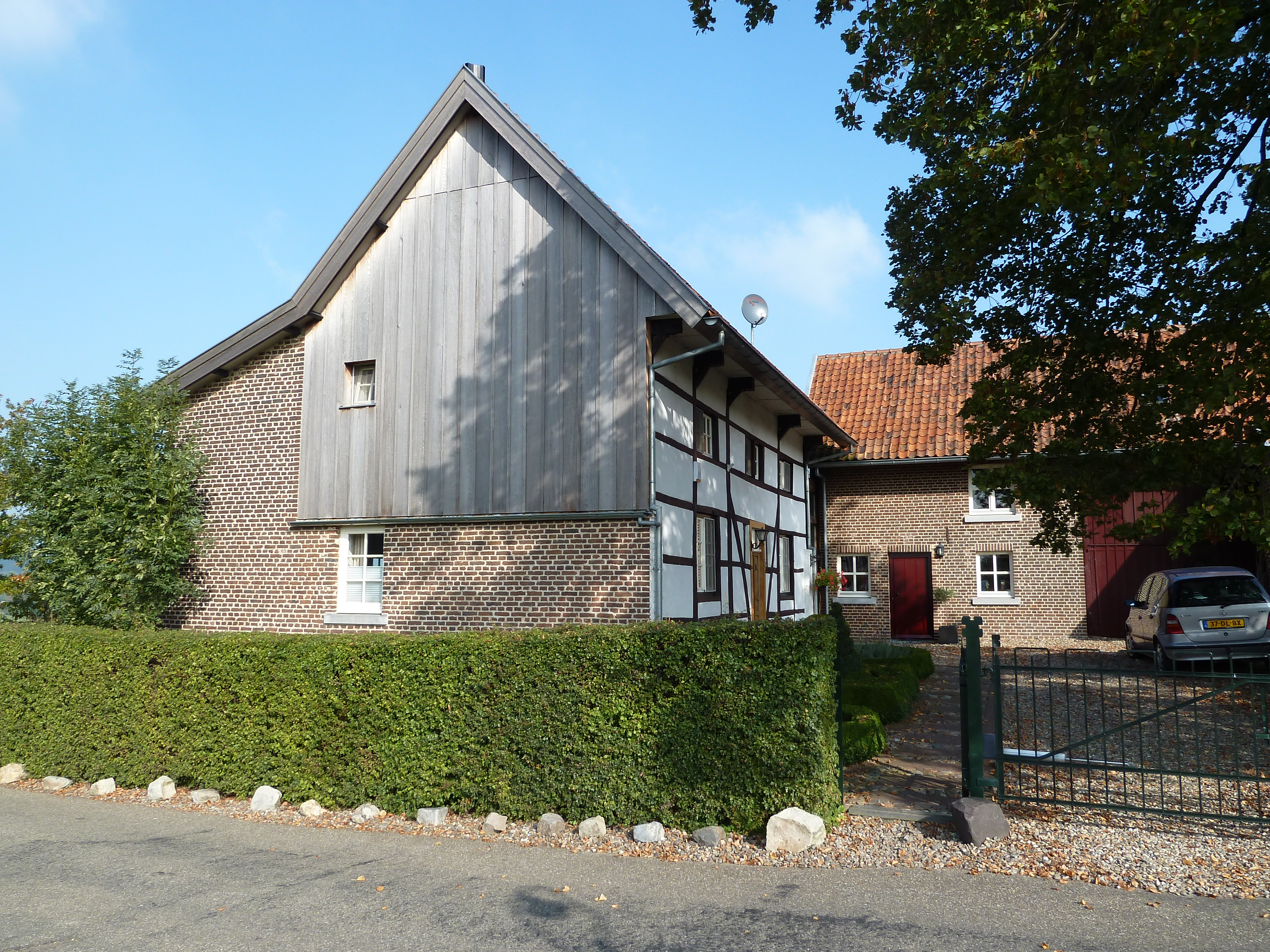
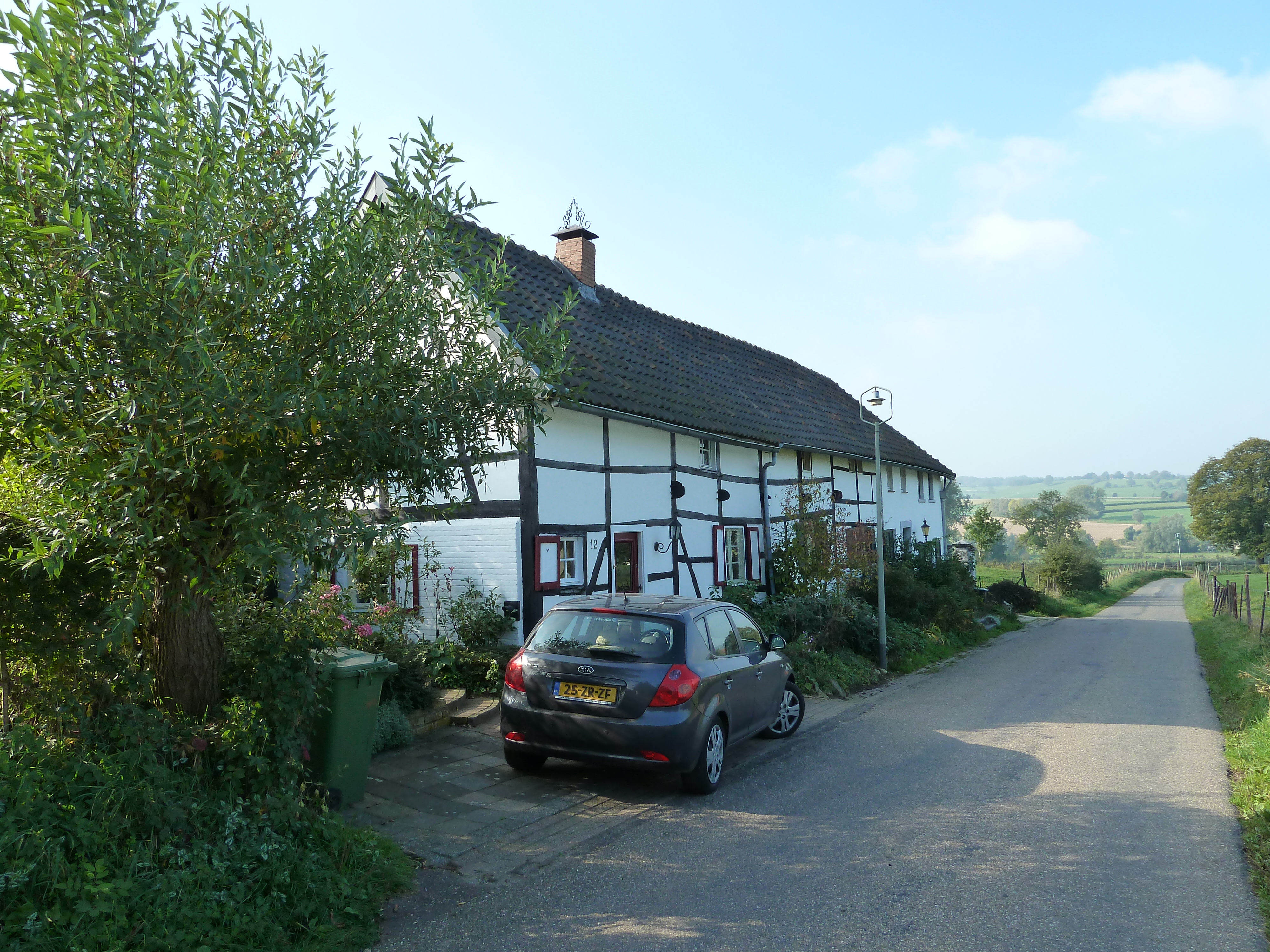

## Zie ook

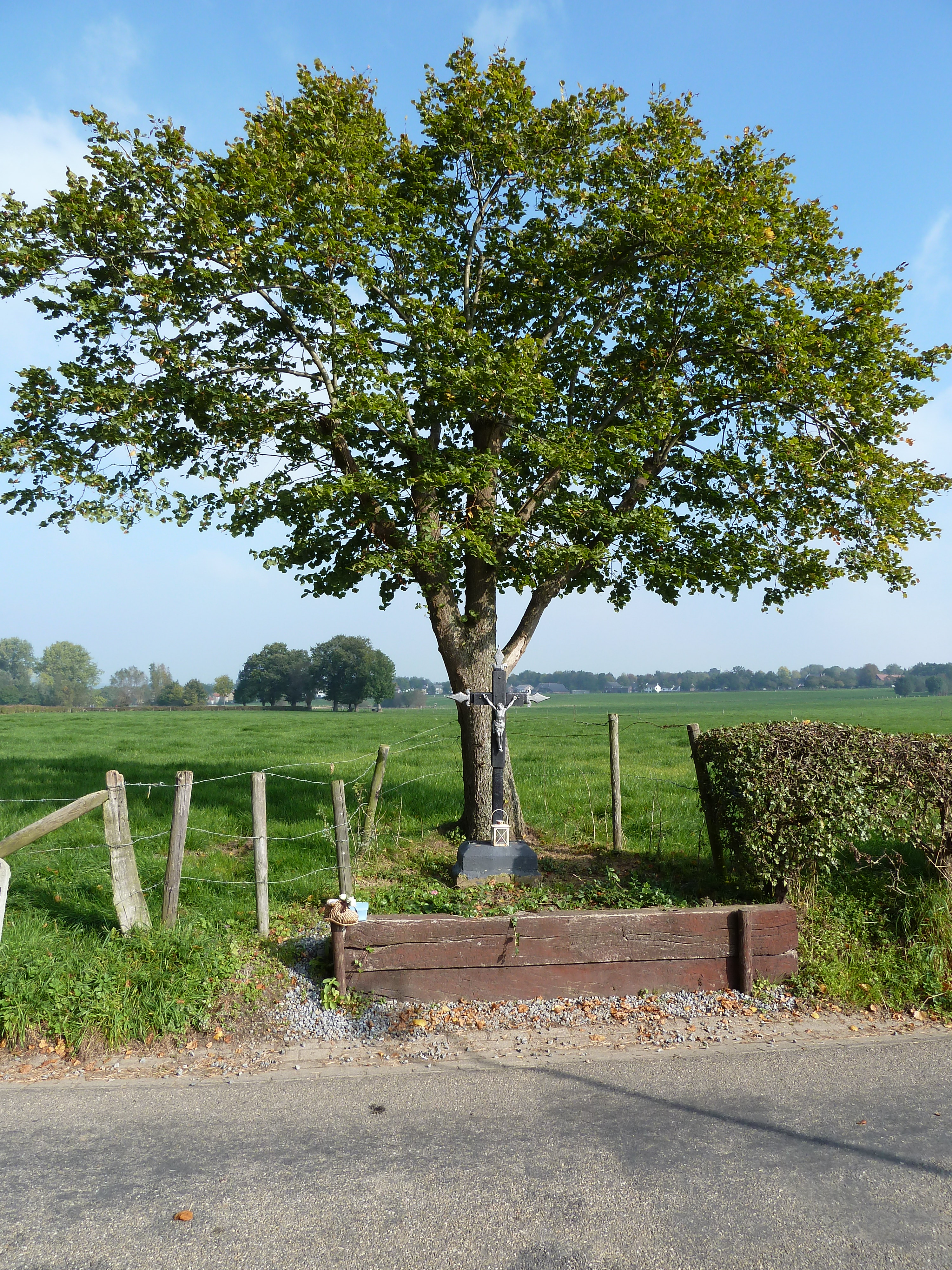
Wegkruis in de buurtschap
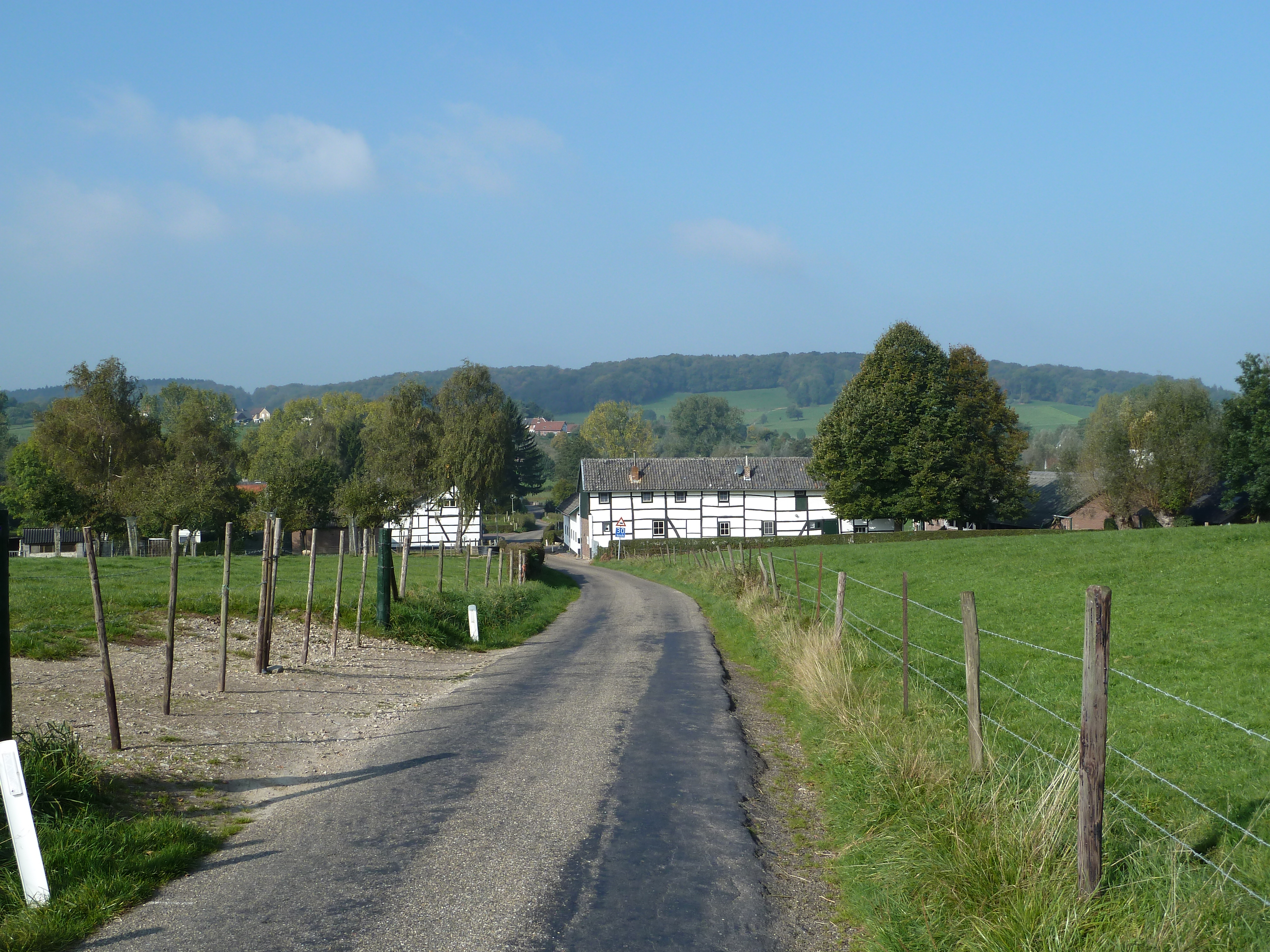
Uitzicht op de vakwerkgebouwen en het landschap
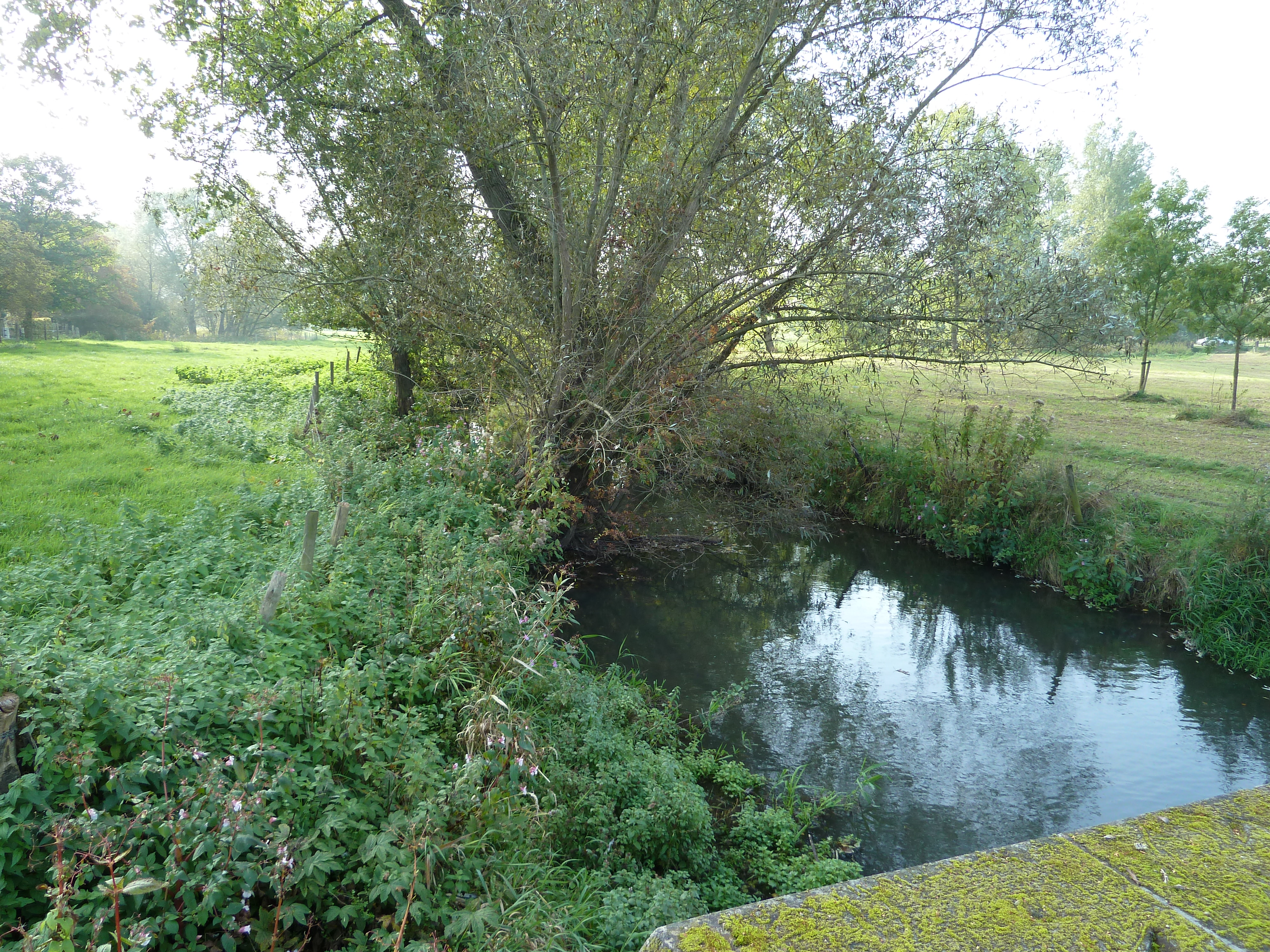
De Geul nabij de buurtschap
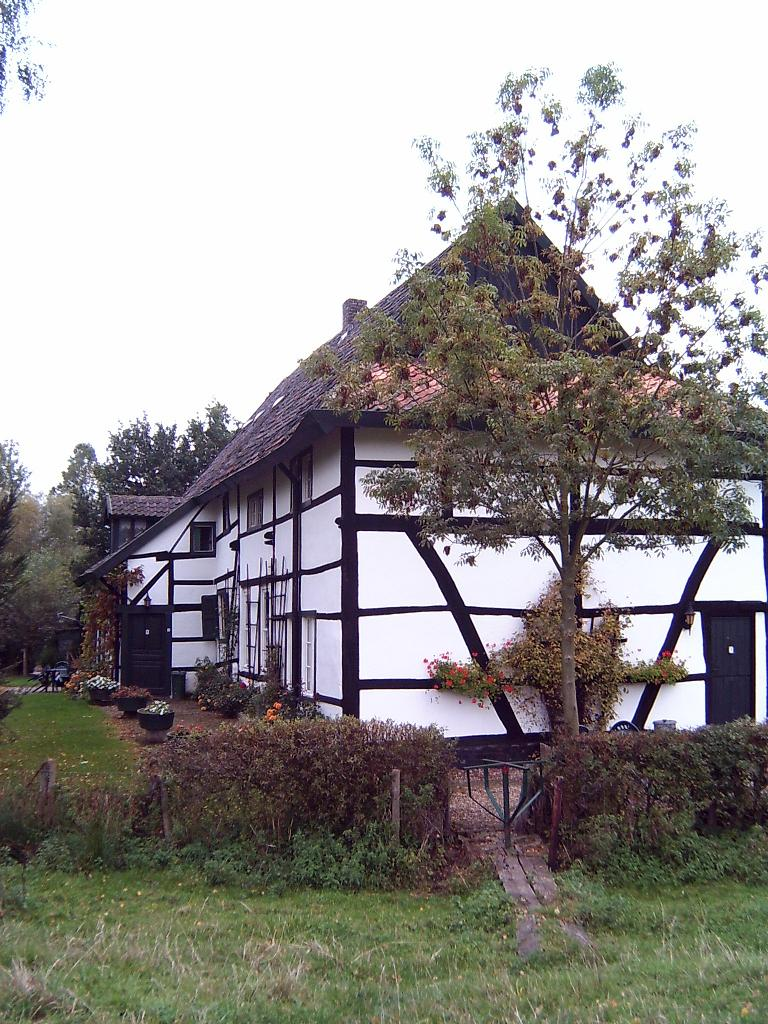